# Galgahévíz
Galgahévíz je vas na Madžarskem, ki upravno spada pod podregijo Aszódi Županije Pešta.